# Sotigena notodontoides
Sotigena notodontoides là một loài bướm đêm trong họ Erebidae.